# Championica pilata
Championica pilata är en insektsart som först beskrevs av Max Beier 1933.  Championica pilata ingår i släktet Championica och familjen vårtbitare. Inga underarter finns listade i Catalogue of Life.